# Muzeum Ratownictwa w Krakowie
Muzeum Ratownictwa w Krakowie (wł. Ochotnicza Straż Pożarna Muzeum Ratownictwa w Krakowie) karetek, radiowozów, wozów strażackich. W zbiorach znajduje się też kadłub śmigłowca PZL W-3 Sokół, który uległ uszkodzeniu podczas awaryjnego lądowania 29 stycznia 2003 w Murzasichlu.